# Rumænien ved sommer-OL 2016
Rumænien deltog ved Sommer-OL 2016 i Rio de Janeiro som blev arrangeret i perioden 5. august til 21. august 2016.

## Medaljer
| 2016 Rio de Janeiro | Guld | Sølv | Bronze | Total |
| Rumænien            | 1    | 1    | 2      | 4     |

### Medaljevinderne
| Rumænien under sommer-OL 2016 i Rio de Janeiro | Rumænien under sommer-OL 2016 i Rio de Janeiro                                                                                             | Rumænien under sommer-OL 2016 i Rio de Janeiro | Rumænien under sommer-OL 2016 i Rio de Janeiro | Rumænien under sommer-OL 2016 i Rio de Janeiro |
| Medalje                                        | Navn | Sport                                          | Event                                          | Dato                                           |
| ---------------------------------------------- | --- | ---------------------------------------------- | ---------------------------------------------- | ---------------------------------------------- |
| Guld                                           | Loredana Dinu Simona Gherman Simona Pop Ana Maria Popescu                                                                                  | Fægtning                                       | Kvindernes hold med kårde                      | 11. august                                     |
| Sølv                                           | Horia Tecău Florin Mergea | Tennis                                         | Mændenes double                                | 12. august                                     |
| Bronze                                         | Mădălina Bereș Andreea Boghian Adelina Boguș Roxana Cogianu Iuliana Popa Laura Oprea Mihaela Petrilă Ioana Strungaru Daniela Druncea (cox) | Roning                                         | Kvindernes otter                               | 13. august                                     |
| Bronze                                         | Albert Saritov | Brydning                                       | Mændenes 97 kg fristil                         | 21. august                                     |